# Henri de Monte Sant'Angelo
Henri de Monte Sant'Angelo († 21 décembre 1102) est un baron normand d'Italie, membre de la puissante famille Drengot, et vivant entre la seconde moitié du XIe siècle et le début du XIIe siècle. 

## Biographie
Henri est un membre de la famille Drengot, puissante et influente famille normande implantée dans le sud de l'Italie depuis les années 1010, et la seule à véritablement rivaliser avec une autre famille normande non moins importante, les Hauteville. 
Henri est en effet le second fils d'un certain Robert de Lucera, neveu de Rainulf Drengot, 1er comte normand d'Aversa (vers 1030), et quatrième fils de Asclettin Quarrel. Par sa mère Gaitelgrima de Salerne, fille du prince Guaimar IV de Salerne, il appartient également à la noblesse lombarde issu du duché lombard de Bénévent. 
Cependant, si l'identité de sa mère est certaine grâce à un document datée de l'an 1098, celle de son père est contestable. 
Son père Robert de Lucera meurt à une date inconnue, au début des années 1080 au plus tard, tandis que son frère aîné, Richard, meurt jeune en mars 1083. Henri devient comte de Monte Sant'Angelo aux environs de cette date et il siège principalement à Foggia. 
Il est probablement le même comte Henri connu pour s'être rebellé entre 1079 et 1080 contre Robert Guiscard, duc d'Apulie, de Calabre et de Sicile, qui doit faire face en Apulie à de fréquentes révoltes de barons normands cherchant à se rendre plus ou moins autonomes. Il a certainement participé également à la grande révolte de 1081, à la veille du départ de Guiscard pour sa première campagne militaire dans les Balkans. Cette révolte, dirigée notamment par Godefroi de Conversano, est soutenu par l'empereur byzantin Alexis Comnène, qui ne désespère pas de conquérir l'Italie par le Sud, profitant des troubles et des divisions chez les Normands d'Italie. 
Après la mort de Guiscard en 1085, Henri entretient néanmoins d'assez bons rapports avec le fils de ce dernier, Roger Borsa, qui a, il est vrai, moins de prestige et d'autorité que son père. 
En 1096, Henri devient l'un des barons les plus puissants des possessions normandes d'Italie et son comté atteint son étendue maximale, s'étendant de Lucera à Fiorentino, Vaccarizza et Siponte, le long de la côte du Gargan et à Cagnano, et de San Nicandro au promontoire, Rignano, et le Capitanate. 
En 1098, Henri fait don d'un terrain en dehors des murs de Monte Sant'Angelo à Jean, un abbé fils du prince Guaimar IV de Salerne, pour la construction d'un hospice. Cet hospice est approuvé par le Pape Pascal II en janvier 1100. 
Henri meurt peu de temps après et c'est son frère Guillaume qui lui succède. En effet, de son union en 1086 avec une fille du comte Roger de Sicile, Adelicia († avant 1096), il n'a aucune descendance légitime. 
Son frère et successeur Guillaume, allié à l'Empire byzantin et à la suite d'une probable rébellion, est bientôt assiégé et expulsé en octobre 1104 par Roger Borsa, duc d'Apulie et fils et successeur de Robert Guiscard. 

## Sources
- Ferdinand Chalandon, Histoire de la domination normande en Italie et en Sicile, Paris, 1907.
- John Julius Norwich, The Normans in the South (1016-1130), Londres, 1967.